# Wegea
Wegea — рід грибів. Назва вперше опублікована 1997 року.

## Класифікація
До роду Wegea відносять 1 вид:
- Wegea tylophorelloides